# Hordubalove
Гордубалове — чеський фільм 1937 року режисера Мартіна Фріча за мотивами повісті «Гордубал» Карела Чапека. Фільм розповідає про повернення русинського емігранта з Америки (Ярослав Войта) на свою ферму до дружини та дочки. Однак, окрім грошей, жінку він більше не цікавить, вона живе в інтимних стосунках з іншим.

## Основні дані
- Ідея: Карел Чапек
- Сценарій: Карел Чапек, Карел Гашлер
- Музика: Мілош Сматек
- Оператор-постановник: Ярослав Блажек
- Режисер: Мак Фріч
- Актори: Ярослав Войта, Сюзанна Марвілле, Мірко Еліаш, Пало Бєлік, Елішка Кухаржова, Власта Соучкова, Ґустав Гільмар
- Додаткова інформація: чорно-білий, драма
- Виробництво: Ллойд, 1937

## Цікаві факти
- Ярослав Войта, який грає головну роль Гордубала, мав приємні спогади про зйомки і описав цю роль як свою найкрасивішу.
- У фільм був доданий персонаж Міхала Гордубала, який з'явився тільки в оригінальному літературному романі. Режисер Мартін Фріч був категорично проти, оскільки думав, що це змінить тон історії. Однак представники Lloyd-film наполягли на цьому, оскільки хотіли за всяку ціну взяти Палю Бєлік на цю роль.
- Зйомки фільму супроводжувалися досить задушливою атмосферою, в основному через суперечки між Карелом Чапеком і Карелом Хашлером. Карел Чапек також вступив у суперечку з Мілошем Гавелом щодо форми фільму, коли Чапек навіть сказав Гавелу, що він дурень. В результаті Гавел зняв фільм після його прем'єри в середині тижня, що повністю провалило фільм. Він повернувся в кінотеатри лише пізніше.
- 1939 - премія міністра промисловості, торгівлі і ремесел.
- Фільм був показаний на VI Венеціанському МКФ у 1938 році.
- Зйомки фільму о  проходили в селі Страбичово Закарпатської області
- Знятий за мотивами роману «Гордубал» Карела Чапека